# 盖哈茨布伦
盖哈茨布伦是德国莱茵兰-普法尔茨州的一个市镇。总面积10.03平方公里，总人口162人，其中男性85人，女性77人（2011年12月31日），人口密度16人/平方公里。